# Mali nočni pavlinček
Mali nočni pavlinček (znanstveno ime Saturnia pavoniella) je nočni metulj iz družine nočnih pavlinčkov (Saturniidae). 

Najdemo ga v alpskih območjih Avstrije, v Italiji (vključno s Sicilijo), Češki, jugovzhodni Europi vključno s Slovenijo in do severne Turčije in Kavkaza. Prisoten je tudi na jugovzhodu Francije.
Razpon kril je od 45 do 70 mm pri samcih in 50–95 mm pri samicah. Odrasle živali letajo od februarja do junija (v Sloveniji v glavnem od aprila do junija). Ličinke se krmijo z listi velikega števila listavcev in zeli (npr. črni trn, robide, borovničevje). Gosenica je naprej črna, v kasnejših stadijih (po več levitvah) pa zelena s črno progo na hrbtu in bradavicami, iz katerih rastejo redke ščetine. Prezimi v stadiju bube. Del bub se izleže šele v naslednjih letih.